# Hakim Tafer
Hakim Tafer (nacido el 27 de agosto de 1967 en La Tronche) es un boxeador franco-argelino del Peso crucero de padres Argelinos de jijel conocido por ganar el título del Unión Europea de Boxeo en 1992 ,1993 y 1996

## Carrera
Campeón de Europa Peso crucero en 1992, 1993 y 1996, se inclinó en dos ocasiones en el Campeonato Mundial Consejo Mundial de Boxeo el 16 de octubre de 1993 contra Anaclet Wamba (tirar la toalla en la 7 ª ronda) y 16 de agosto de 1997 frente a Marcelo  Domínguez (por puntos).

## Trivia
Él es el tío del futbolista Yannis Tafer campeón de Europa con la selección francesa de fútbol -19 2010.